# OSER1
OSER1 (англ. Oxidative stress responsive serine rich 1) – білок, який кодується однойменним геном, розташованим у людей на короткому плечі 20-ї хромосоми. Довжина поліпептидного ланцюга білка становить 292 амінокислот, а молекулярна маса — 31 779.
| 10         |  | 20         |  | 30         |  | 40         |  | 50         |
| ---------- |  | ---------- |  | ---------- |  | ---------- |  | ---------- |
| MKSEAKDGEE |  | ESLQTAFKKL |  | RVDASGSVAS |  | LSVGEGTGVR |  | APVRTATDDT |
| KPKTTCASKD |  | SWHGSTRKSS |  | RGAVRTQRRR |  | RSKSPVLHPP |  | KFIHCSTIAS |
| SSSSQLKHKS |  | QTDSPDGSSG |  | LGISSPKEFS |  | AGESSTSLDA |  | NHTGAVVEPL |
| RTSVPRLPSE |  | SKKEDSSDAT |  | QVPQASLKAS |  | DLSDFQSVSK |  | LNQGKPCTCI |
| GKECQCKRWH |  | DMEVYSFSGL |  | QSVPPLAPER |  | RSTLEDYSQS |  | LHARTLSGSP |
| RSCSEQARVF |  | VDDVTIEDLS |  | GYMEYYLYIP |  | KKMSHMAEMM |  | YT         |

A: Аланін

C: Цистеїн

D: Аспарагінова кислота

E: Глутамінова кислота

F: Фенілаланін

G: Гліцин

H: Гістидин

I: Ізолейцин

K: Лізин

L: Лейцин

M: Метіонін

N: Аспарагін

P: Пролін

Q: Глутамін

R: Аргінін

S: Серин

T: Треонін

V: Валін

W: Триптофан

Кодований геном білок за функцією належить до фосфопротеїнів. 